# Edwards Gap
Edwards Gap är ett bergspass i Antarktis. Det ligger i Västantarktis. Argentina, Chile och Storbritannien gör anspråk på området. Edwards Gap ligger 500 meter över havet.
Terrängen runt Edwards Gap är platt västerut, men österut är den kuperad. Edwards Gap ligger nere i en dal som går i öst-västlig riktning. Trakten är obefolkad. Det finns inga samhällen i närheten. 